# Micheline Bernard (actrice canadienne)
Pour les articles homonymes, voir Micheline Bernard et Bernard.
Micheline Bernard, née le 16 mai 1955 à Québec, est une actrice québécoise.

## Biographie
Elle est la cousine de Denis Bernard.
Elle est diplômée du Conservatoire d'art dramatique de Québec de l'année 1977.

## Filmographie

### Films
- 1982 : Les Yeux rouges de Yves Simoneau : Catherine Rondeau
- 1988 : Le Chemin de Damas de  George Mihalka : la jeune mariée
- 1989 : Les Heures précieuses de  Marie Laberge et Mireille Goulet : Madeleine
- 1990 : Rafales de  André Melançon : l'avocate
- 1995 : Le Sphinx de  Louis Saia : Suzanne
- 2003 : 20h17 rue Darling de Bernard Émond : Mme Laperrière
- 2008 : C'est pas moi, je le jure! de Philippe Falardeau : Mme Brisebois
- 2010 : À l'origine d'un cri de Robin Aubert : tante Georgette
- 2012 : La Mise à l'aveugle de Simon Galiero : Denise
- 2016 : King Dave de Podz : la mère de Dave
- 2019 : Matthias & Maxime de Xavier Dolan : Francine
- 2019 : La Femme de mon frère de Monia Chokri : Lucie
- 2023 : Vampire humaniste cherche suicidaire consentant de Ariane Louis-Seize

### Télévision
- 1995-2001 : Radio Enfer : Jocelyne Letendre
- 1997 : Diva : mère de Chloé
- 1999 : Réseaux II : Evelyne
- 2001 : Histoires de filles : Simone
- 2001 : Si la tendance se maintient : Francine Boisvert
- 2001 : Mon meilleur ennemi : Josianne Bernier
- 2001-2002 : Ramdam : Louise Pérusse
- 2001-2003 : Max Inc. : Estelle Aucœur
- 2002-2003 : Cauchemar d'amour : Vicky
- 2004-2005 : Vice caché : Camille Lalonde
- 2007-2011 : Destinées : Estelle Morel
- 2009-2013  : Tactik : Suzanne Langevin
- 2009  : Aveux : Jeannine Girard
- 2012  : 30 vies : Danielle Pellerin
- 2013 : Good luck Charlie : Arina Boulinda
- 2014 : 30 vies (Les jeunes loups, épisodes #1.7-9-10) : première ministre du Québec
- 2015 : Unité 9 : Carmen Boisjoly
- 2017- : Fatale-Station : Liza O'Gallagher
- 2018- : L'Échappée : Micheline Blanchette
- 2019 : Léo (saison 2) : Ginette
- 2020-2021 : Entre deux draps (saison 1 et 2) : Carole

## Théâtre
- 1989 : Jocelyne Trudelle trouvée morte dans ses larmes, de Marie Laberge (Carole Prévost)
- 1997 : Nathan le Sage de Gotthold Ephraïm Lessing, mise en scène Denis Marleau, Festival d'Avignon, Théâtre national de Strasbourg (Sittah)
- 1998 : L'enfant problème (Helen)
- 1999 : La fin de la civilisation (Lily)
- 1999 : Féroce
- 2000 : La Cerisaie (Charlotte Uvanovna)
- 2001 : La Reine de beauté de Leenane (Maureen Folan]
- 2003-2004 : L'Habilleur (Madge)
- 2005 : Top girls
- 2005 : Charlotte, ma sœur (Charlotte)

## Récompenses
- 1997 : Prix Gémeaux - Meilleure interprétation émission ou série jeunesse (Radio Enfer)
- 1998 : Prix du public étudiant du théâtre Denise-Pelletier - Meilleure interprétation féminine dans un rôle de soutien
- 1999 : Prix Gémeaux - Meilleure interprétation émission ou série jeunesse (Radio Enfer)
- 2001 : Prix Gémeaux - Meilleure interprétation émission ou série jeunesse (Radio Enfer)
- 2001 : Masques - Meilleure interprétation féminine dans un rôle de soutien (La reine de beauté de Leelane)
- 2003 : Prix Gémeaux - Les Immortels de la télé (Radio Enfer)
- 2005 : Prix Gémeaux - Meilleure interprétation féminine de soutien : dramatique (Vice Caché)
- 2020 : 22e gala Québec Cinéma : meilleure interprétation féminine dans un rôle de soutien pour Matthias et Maxime[2]